# Guinda
Guinda är en ort i Mexiko.   Den ligger i kommunen Santiago Tuxtla och delstaten Veracruz, i den sydöstra delen av landet, 400 km öster om huvudstaden Mexico City. Guinda ligger 51 meter över havet och antalet invånare är 104.
Terrängen runt Guinda är platt. Runt Guinda är det ganska tätbefolkat, med 104 invånare per kvadratkilometer. Närmaste större samhälle är Santiago Tuxtla, 17,7 km nordost om Guinda. Omgivningarna runt Guinda är en mosaik av jordbruksmark och naturlig växtlighet.